# Route nationale 2 (Grèce)
Pour les articles homonymes, voir Route nationale 2.
La route nationale 2 (en grec moderne : Εθνική Οδός 2, en abrégé EO2) est une route nationale située dans les régions de Macédoine-Occidentale, de Macédoine-Centrale et de Macédoine-Orientale et-Thrace,,.

## Description
La route nationale 2 s'étendait de Krystallopigí au nord-ouest à la frontière entre la Grèce et l’Albanie jusqu'à la frontière entre la Grèce et la Turquie à Kípi au nord-est.
Il s'agisait d'une importante liaison ouest-est dans le nord de la Grèce, d'une longueur d'environ 630 kilomètres.
Son importance, en tant que corridor de transport ouest-est pour le trafic routier, a diminué en 2010 en raison de l'achèvement de l'autoroute A2 (Egnatía Odós).
Sur le tronçon allant de Thessalonique à la frontière entre la Grèce et la Turquie la route nationale 2 a été remplacée par l'autoroute A2.

## Tracé actuel
| Route          | Agglomérations lieux | Carte interactive La en bleu, la en vert |
| -------------- | -------------------- | ---------------------------------------- |
|                | Vatochóri            |                                          |
| Pisodéri       |                      |                                          |
| Flórina        |                      |                                          |
| Édessa         |                      |                                          |
| Giannitsá      |                      |                                          |
| Chalkidona     |                      |                                          |
| Thessalonique  |                      |                                          |
|                | Langadíkia           |                                          |
| Amphipolis     |                      |                                          |
| Kavála         |                      |                                          |
| Xánthi         |                      |                                          |
| Komotiní       |                      |                                          |
| Mésti          |                      |                                          |
| Alexandroúpoli |                      |                                          |
| Phères         |                      |                                          |

## Galerie

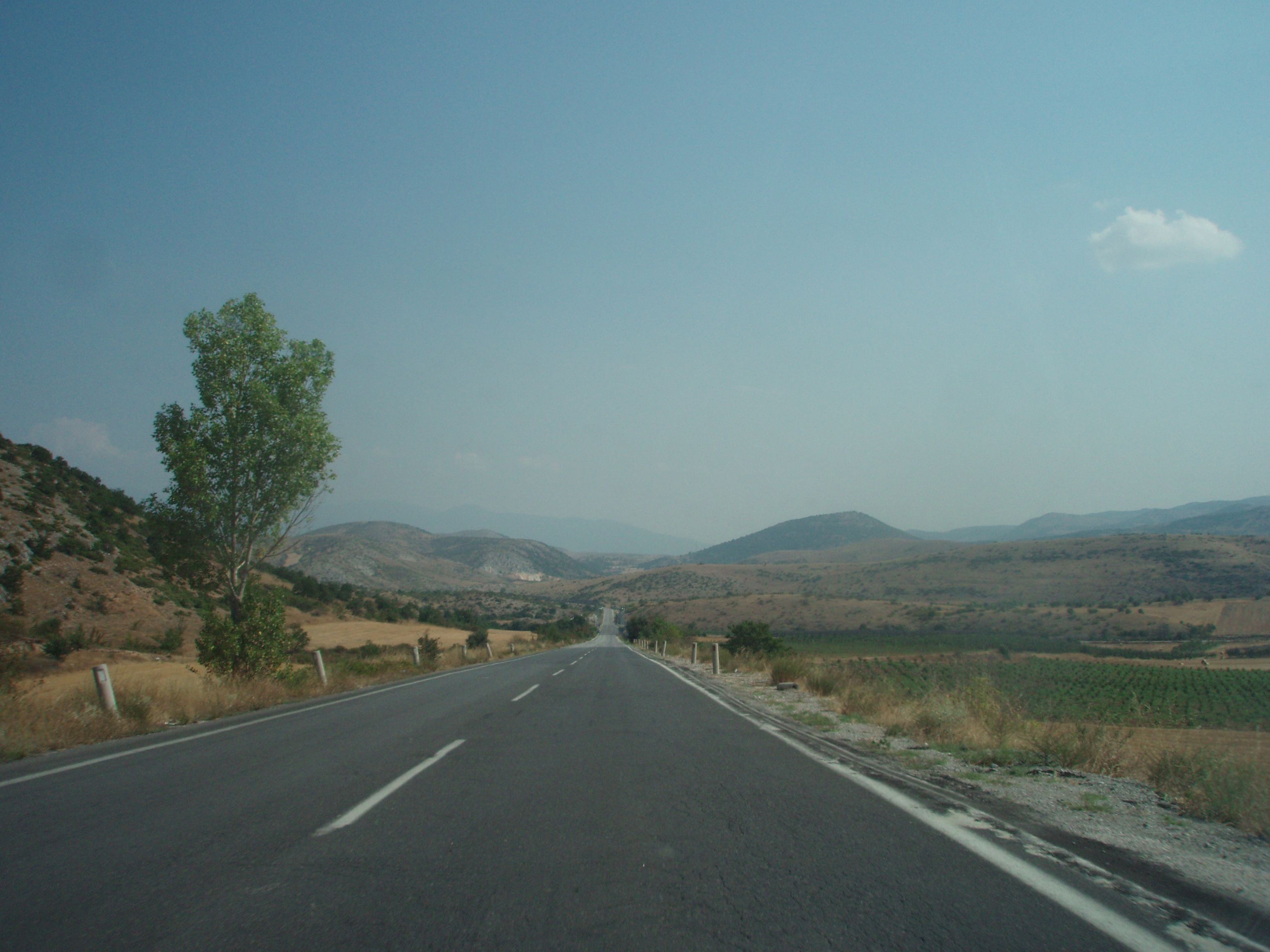
La EO2 entre Amýnteo et Árnissa (en).
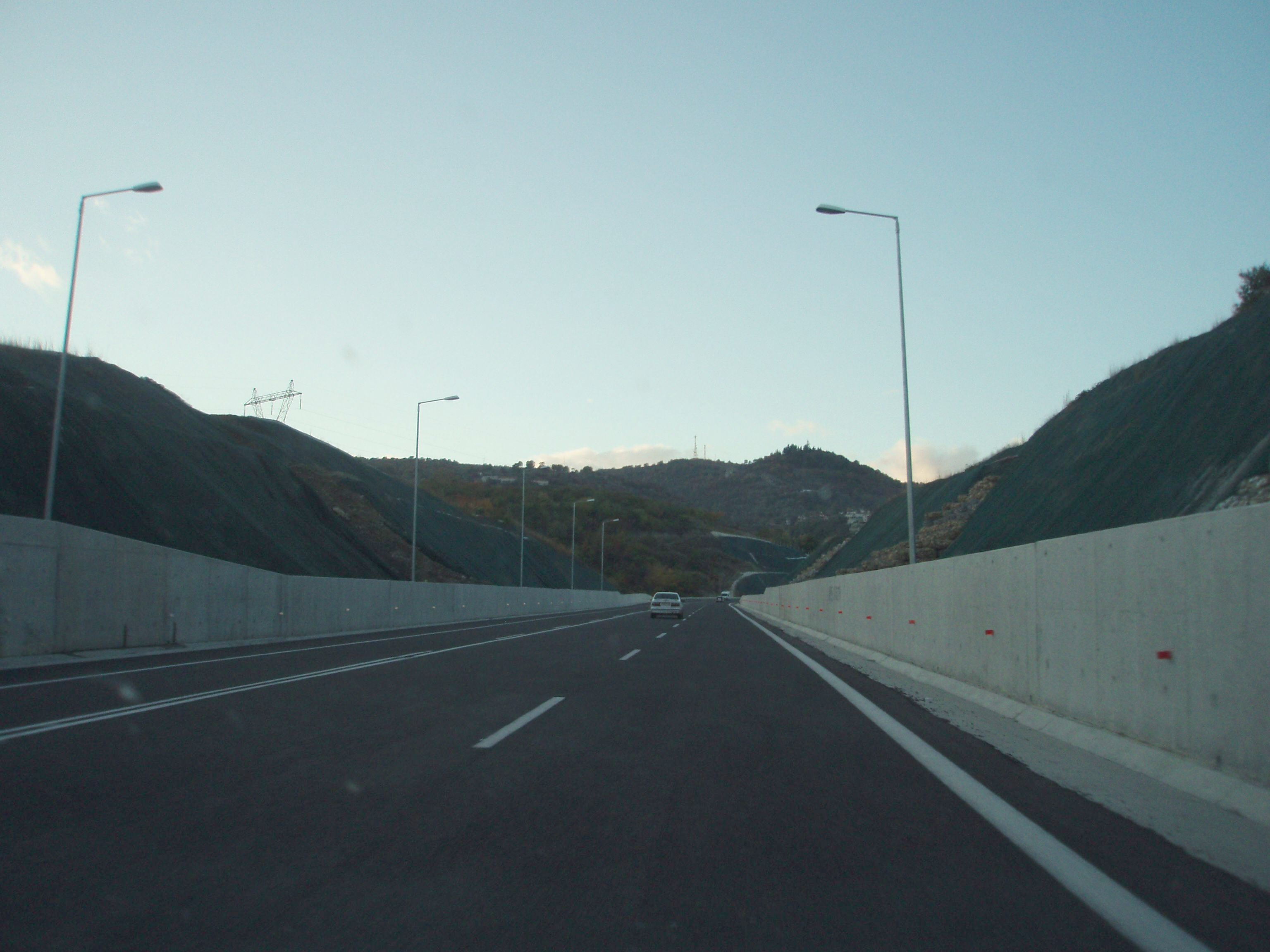
La EO2 entre Rizári et Ágras.
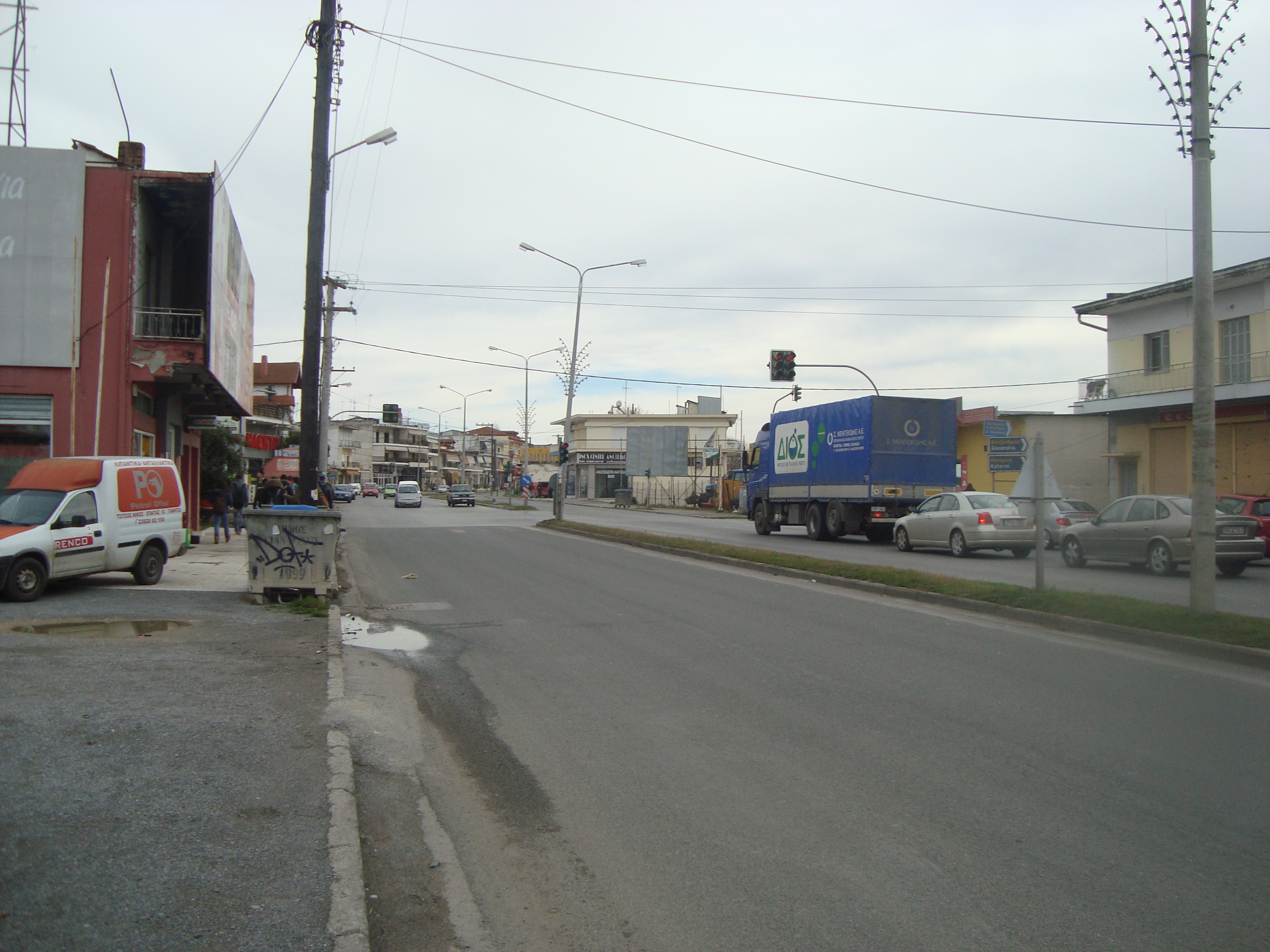
La EO2 à Giannitsá.